# Cnidanthea
Cnidanthea is een geslacht van zeeanemonen uit de klasse van de Anthozoa (bloemdieren).

## Soort
- Cnidanthea maculata Carlgren, 1959